# Topònims de l'antic municipi de Guàrdia de Tremp
Llistat de topònims de l'antic terme municipal de Guàrdia de Tremp, actualment -des de 1972- integrat en el de Castell de Mur, del Pallars Jussà.

## Cabanes
L'Espona
| - Cabana del Boix - Cabana del Cabaler | - Cabana del Correu - Cabana de Jaumilla | - Cabana de Placito | - Cabana de la Rafela |

Guàrdia de Noguera
| - Cabana d'Arguinsola - Cabana de Girutí - Cabana del Goiat | - Cabana del Joaquim - Cabana del Lluc - Cabana de Manel | - Cabana de Marranó - Cabana del Moliner | - Cabanes del Soldat i Fidel - Cabana del Vicent |

## Castells
Guàrdia de Noguera
- Castell de Guàrdia

## Corrals
Cellers
| - Corral d'Agustí | - Corral de Corçà | - Corral de Cotet | - Corral de Grabiel |

Guàrdia de Noguera
- Corral d'Arguinsola

## Edificacions agrícoles
L'Espona
- Magatzem del Trudis

## Eres
Guàrdia de Noguera
| - Era de la Carme | - Era de Mataró | - Era del Moliner de Placito |  |

## Esglésies

### Romàniques
Cellers=
- Santa Maria de Cellers

Guàrdia de Noguera=
| - Sant Feliu de Guàrdia | - Sant Feliu de Guàrdia | - Santa Maria de Guàrdia de Tremp |  |

### D'altres èpoques
- Sant Sebastià de Guàrdia de Noguera

## Estacions de tren
Cellers
- Estació de Cellers-Llimiana

Guàrdia de Noguera
- Estació de Guàrdia de Tremp

## Granges
Guàrdia de Noguera
| - Granja de la Carme - Granja del Lluc | - Granja del Meca | - Granja del Moliner | - Granja del Pubill |

## Masies
Cellers
| - Masia de Tató | - Masia de la Vinya |  |  |

L'Espona
- Casa de l'Espona

Guàrdia de Noguera
- Masia de Carme

## Ponts
Cellers
| - Pont del Barranc del Bosc - Pont de la Central | - Pont Nou de Monares | - Pont de la Presa de Terradets | - Pont de Terradets |

L'Espona
- Pont de l'Espona

Guàrdia de Noguera
| - Pont de Rodelló | - Pont de la Via |  |  |

## Preses
Cellers
- Presa de Terradets

## Xalets
Guàrdia de Noguera
- Lo Xalet Nou

## Geografia

### Boscs
Guàrdia de Noguera
| - Bosc de Guàrdia | - Rourera de Marranó |  |  |

### Camps de conreu
Cellers
| - Mallols d'Agustí - Feixes del Barranc del Bosc - Los Camps - Els Canalets - Cantamoixons (Cellers) - Vinya de Carrió - Tros de Casa | - Les Collades - Les Colomines - Les Comes - Esquadros de Grabiel - Vinya de Fernando - Grallera | - Coma Llarga d'Agustí - Los Mallols - Marsaborit - Tros del Pastamoreno - Lo Planell - Los Pous | - Los Puiols - Los Reganyats - Feixes del Serrat de Pena - Serrat de la Via - La Via de Corçà - Les Vielles |

L'Espona
| - L'Espona | - Les Sorts |  |  |

Guàrdia de Noguera
| - L'Ametlla - L'Ametlla de l'Aragonès - Arguinsola - Canissera - Tros de Canja - Plana de Carrió - Codoloies - La Coma - Comó - Los Esclots | - Els Escolls - Les Esplanes - Les Feixetes - La Figuera de la Dona - Planta de Grabiel - Tros Gran de Roca - L'Horta - Tros de l'Horta - L'Hospital - Lo Lledó | - Les Malloles - Bancalada de Manel - Tros de la Manela del Pere - Lo Molí - Palleret - Paredades - Los Pedregals - Peremartell - Els Plans - Les Plantes | - Los Prats - Purredons - Lo Rengar - Rodelló - Rossor - La Rutgera - Tros del Safareig - Seixos - Serretes |

### Canals
Guàrdia de Noguera
- Canal de Dalt

### Cavitats subterrànies
Cellers
| - Surgència de la Cova de la Platja - Cova de Grabiel | - Cova del Paborde - Cova de la Platja | - Cova de Té-do'm | - Cova dels Tres Forats |

Guàrdia de Noguera
- Cova de Capot

### Cingleres
Cellers
| - Cinglo del Paborde | - La Roca Alta | - Roca Regina |  |

Guàrdia de Noguera
- Cingle del Castell

### Clots
Cellers
- Clot de les Arboceres

Cellers i Guàrdia de Noguera
- Clot de Gassó

Guàrdia de Noguera
- Los Esclots

### Collades
Cellers
| - Pas d'Agustí - Pas de l'Arbocera - Pas de la Boixoga - Pas de la Carbonera | - Pas d'Emílio - Lo Pas Gran - Lo Pas Nou | - Pas de l'Ós - Pas de l'Osca - Pas de Roca | - Pas de la Roca Llisa - Pas de Terradets - Pas dels Volters |

### Corrents d'aigua
- Noguera Pallaresa

Cellers
| - Llau de l'Ancantra - Llau dels Avellaners - Barranc del Bosc | - Llau d'Encua - Barranc de la Mata Negra | - Barranc de Moror - Llau de Sant Pere | - Canal de Sòls - Barranc de Vivó |  |

L'Espona
- Barranc de l'Espona

Guàrdia de Noguera
| - Barranc d'Arguinsola - Barranc dels Confossos | - Barranc de la Font del Xato - Barranc de Fonteté | - Llau de Rodelló - Barranc de la Teulera | - Barranc de la Torrentera |

### Diversos
Cellers
| - Los Brugals - Lo Canar | - Coscoller - Les Raconades | - Raset del Pas Gran - Rasets de l'Osca | - Rasets dels Teixos |

L'Espona
| - Albans | - Les Costes |  |  |

Guàrdia de Noguera
| - Lo Clopar - Les Coscolletes | - Coscolloles - Fonteté | - Penya dels Cargols - Les Tarteres | - La Torreta |

### Masies
Cellers
| - Masia de Tató | - Masia de la Vinya |  |  |

L'Espona
- Casa de l'Espona

Guàrdia de Noguera
- Masia de Carme

### Muntanyes
Cellers
| - Tossal de la Cova dels Pobres - Feixa de la Paret de Terradets | - Paret de Terradets - Picota Alta | - Picó de Coscolla | - Roca Regina |

Guàrdia de Noguera
| - El Cogulló | - Serrat del Pui |  |  |

### Obagues
Cellers
| - Obaga de Margarit | - Obaga de Renó | - Obaga del Tic-tac |  |

Guàrdia de Noguera
| - Els Obacs | - Obaga de Ponet | - Obac del Pui |  |

### Planes
Cellers
| - Planell de les Boixeroles | - Lo Planell |  |  |

Guàrdia de Noguera
| - Plana de Carrió - Les Esplanes | - Los Pedregals | - Els Plans | - Lo Rengar |

### Serres
Cellers
| - Serra dels Avellaners - Serrat Curt - Serrat de Fontfreda | - Serrat de les Marrades - Serra de la Mata Negra - Serrat Pedregós | - Serrat de Pena - Serra de les Raconades - Serrat de la Via |

### Solanes
Cellers
| - Solana de la Roca Alta | - Les Solanes |  |  |

L'Espona
- Solana de Mascaró

Guàrdia de Noguera
| - Solana del Castell | - Solana del Pui |  |  |

### Vies de comunicació
| - Camí de la Via | - Carretera C-13 | - Ferrocarril de la línia Lleida - la Pobla de Segur |  |

Cellers
| - Camí del Bosc - Camí dels Brugals | - Camí de Cellers | - Camí Vell de Cellers | - Camí de la Font |

Guàrdia de Tremp
| - Camí d'Arguinsola - Camí dels Avalls - Camí de Canalets - Camí de Canissera - Camí de les Esplanes - Camí de Fonteté | - Camí de Font Truïda - Camí de l'Horta - Camí del Lledó - Camí de les Malloles - Camí vell de Mur - Camí de l'Obac | - Camí del Pedregal - Camí de les Plantes - Camí dels Prats de Baix - Camí dels Prats de Dalt - Camí de Rodelló - Camí de Rossor | - Camí vell de Santa Llúcia de Mur - Camí de Sant Sebastià - Camí dels Seixos - Carretera de Santa Llúcia de Mur - Carretera LV-9124 |